# Emma Helena Nilsson
Emma Helena Nilsson (Östersund, Sweden, 1975) foi uma atleta de esqui cross country da Suécia eleita Miss Suécia 1999 e representante de seu país no concurso Miss Universo, onde não atingiu as semifinais. É casada com o também esquiador e medalhista olímpico Mathias Fredriksson. Além disso é graduada em Serviço Social e Administração Pública. Hoje trabalha em sua própria empresa de recrutamento de modelos. [carece de fontes?]